# Cal Niday
Cal Niday (Turlock, Californië, 29 april 1914 – Lancaster, Californië, 14 februari 1988) was een Amerikaans Formule 1-coureur. Hij verloor zijn been in een motorongeluk na de middelbare school, maar het beïnvloedde zijn racecarrière niet. Hij reed de Indianapolis 500 van 1953, 1954 en 1955, maar scoorde hierin geen punten. Hij overleed aan een hartaanval.